# 지정학
지정학(地政學, 영어: geopolitics)은 지리적인 위치 관계가 정치, 국제 관계에 미치는 영향을 연구하는 학문이다.

## 개요
지정학은 지리적인 환경이 국가에 미치는 정치적인, 군사적 또는 경제적인 영향을 거시적인 관점에서 연구하는 것이다. 역사학, 정치학, 지리학, 경제학, 군사학, 문화학, 문명, 종교학, 철학 등의 다양한 관점에서 연구를 실시하기 위해, 광범위한 지식이 불가결하게 된다. 또한 정치지리학과도 관계가 있다.

### 오로린의 지정학의 시기 구분
오리지널,IXI,전체,세계나라,OK

## 같이 보기
- 지정학의 기초
- 인도양의 진주목걸이
- 인터마리움(미엔지모제)
- 포스트 러시아 자유 국가 포럼(FNRF) - 우크라이나 전쟁을 전후로 발족된 러시아연방 해체를 통한 총 41개국으로의 분리독립 프로젝트
- 외교 정책
- 대전략(그랜드 스트래터지)
- 미국 색부호 전쟁 계획
- 지전략
  - 그레이트 게임
    - 중앙아시아의 지전략(영어판)
- 조임목(초크포인트)
  - 병목
- 지경학(地經學, en:Geoeconomics)
  - 경제지리학
  - 입지론
- 지역과학
- 영향권
  - 프랑카프리크(en:Françafrique) - 주로 사하라 이남 아프리카 지역에서의 프랑스 영향권 지역
  - 히스패닉 아프리카(en:Hispanic Africa) - 주로 적도 기니와 모로코내 서사하라 지역
- 에너지 지정학(geopolitics of energy, energy geopolitics)
- 구단선
- 레벤스라움
- 대동아공영권
- 야마가타 아리토모 의견서 - 독일 유학후 '주권선'(主權線, line of sovereignty)과 '이익선'(利益線, line of advantage/interest)에 대한 개념 제시
- 후구계획(복어계획) & 오족협화
- 봉신국 - 2023년 5월 14일 에마뉘엘 마크롱 프랑스 대통령이 러시아가 우크라이나 전쟁에서 지정학적으로 이미 패배했으며, 사실상 중국의 '봉신국'(vassal state)이 되고 있다고 주장